# Oh
Oh är en låt av de amerikanska artisterna Ciara och Ludacris. Låten, som är producerad av Andre Harris och Vidal Davis, finns med på Ciaras debutalbum Goodies från 2004. Låten var den tredje singeln att släppas från albumet. 
Låten fick god kritik från olika kritiker, och lyckades väl på flera musiklistor då den kom på femte plats i Nya Zeeland, USA, och Storbritannien.

## Produktion
År 2004 var Ciara i studio tillsammans med produktionsduon Dre & Vidal. Hon bestämde sig för att ta med sig beatet tillbaka till Atlanta. Det tog henne en vecka att skriva klart texten till låten.
Enligt Ciara själv ville hon ha med Ludacris på låten eftersom hon tycker att han är perfekt.

## Listor
| Lista (2005)                                    | List- position |
| ----------------------------------------------- | -------------- |
| Australian ARIA Singles Chart                   | 7              |
| Canadian BDS Airplay Chart                      | 49             |
| China Singles Chart                             | 11             |
| Finland Singles Chart                           | 17             |
| French Singles Chart                            | 48             |
| German Singles Chart                            | 7              |
| Irish Singles Chart                             | 7              |
| Official UK Singles Chart                       | 4              |
| New Zealand Singles Chart                       | 5              |
| Switzerland Singles Chart                       | 11             |
| U.S. Billboard Hot 100                          | 2              |
| U.S. Billboard Hot R&B/Hip-Hop Singles & Track] | 2              |
| U.S. Billboard Pop 100                          | 6              |
| U.S. Billboard Rhythmic Top 40                  | 1              |
| U.S. Billboard Top 40 Mainstream                | 6              |